# Tacoma Narrows
Tacoma Narrows, er et smalt stræde, som deler byen Tacoma. De to bydele forbindes af Tacoma Narrows-broen. 
Strædet er en del af Puget Sound, beliggende i staten Washington, USA.
47°17′N 122°32′V / 47.28°N 122.54°V